# Susana Szwarc

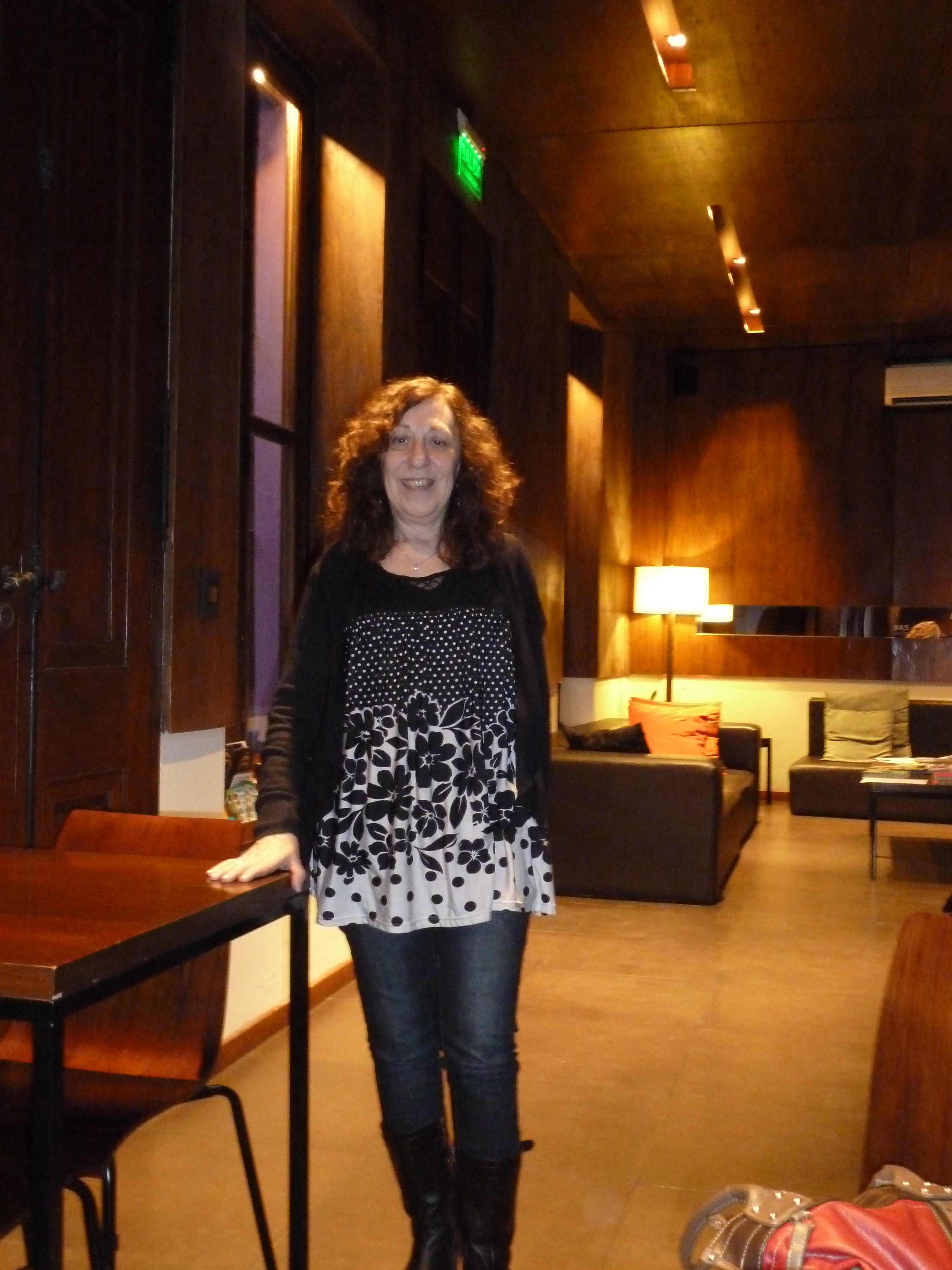
Die argentinische Schriftstellerin Susana Szwarc 2013 in Buenos Aires

Susana Szwarc (* 29. Mai 1952 in Quitilipi, Departamento Quitilipi, Provinz Chaco, Argentinien) ist eine argentinische Schriftstellerin und Dichterin.

## Leben
Susana Szwarc wurde als Tochter polnisch-jüdischer Immigranten in Argentinien geboren. Ihre Eltern waren 1947/48, in den Wirren nach dem Ende des Zweiten Weltkriegs, auf mehr oder weniger illegalem Weg nach Argentinien geflüchtet (der Vater über Paraguay, die Mutter über Brasilien). Szwarc hat nie ihre Großeltern kennen gelernt: Die Eltern ihres Vaters waren, zusammen mit dessen Geschwistern und anderen Verwandten, in einem (oder verschiedenen) bis heute nicht bekannten Konzentrationslager(n) während der NS-Zeit in Polen umgekommen. Die Eltern der Mutter hatte es hingegen auf Umwegen über ein Arbeitslager in Sibirien nach Buxoro verschlagen (damals Sowjetunion, heute Usbekistan), wo viele Verwandte an Seuchen starben.
Zusammen mit ihrer um ein Jahr älteren Schwester wurde Susana Szwarc als Kind alleine von der Provinz Chaco nach Buenos Aires geschickt. In ihrer Jugend schloss sie sich linken Gruppierungen an. Derzeit lebt sie in Buenos Aires, wo sie an öffentlichen und privaten Institutionen seit 1985 Schreibwerkstätten leitet.

## Auszeichnungen
- Primer Premio Nacional Iniciación de Poesía (1987)
- Premio Unesco (Buenos Aires, 1984)
- Premio Antorchas a la Creación Artística (1990)
- Premio Único de Poesía de la Municipalidad de la Ciudad de Buenos Aires (1998)
- Premio de Honor en la categoría Libro para Niños, Municipalidad de San Miguel de Tucumán (1996)
- Stipendiatin des Fondo Nacional de las Artes (1995)
- Primer Premio en el II Concurso Literario XICOATL en la Categoría Cuento (Salzburg, 1994)
- Tercer Premio en el Concurso Fundación Inca en la categoría Narrativa breve (1995)
- Premio Único de Poesía de la Municipalidad de la Ciudad de Buenos Aires (1998)
- Mención en el Concurso Internacional de Cuentos Julio Cortázar (2003)
- Subsidio Fondo Creadores del Gobierno Autónomo de la Ciudad de Buenos Aires (2005)
- Beca Circulación del Fondo Nacional de las Artes (2019)

## Werke

### Romane
- Trenzas. Buenos Aires: Editorial Legasa, 1991 (Nueva Literatura). Neuauflage: Buenos Aires, Editorial Entropía, 2016
- La muertita o la novela que, Buenos Aires: Ediciones la mariposa y la iguana, 2016

### Erzählungen
- El artista del sueño y otros cuentos. Buenos Aires: Tres Tiempos, 1981 (Repertorio Nueva Ficción, 6)
- El azar cruje. Buenos Aires: Catálogos, 2006
- Una felicidad liviana. Rosario: Editorial Fundación Ross, 2007 (Semillas de Eva)
- La mesa roja. Antología personal. Buenos Aires: Instituto Movilizador de Fondos Cooperativos, 2012 (Desde la Gente)
- La resolana. Cuentos reunidos. Prólogo: Ana María Shua. Resistencia (Chaco): ConTexto, 2019 (Colección Los Imprescindibles).
- Distancia cero. Microrrelatos. Buenos Aires: Ediciones Desde la Gente, 2020

### Lyrik
- En lo separado. Buenos Aires: Último Reino, 1988
- Bailen las estepas. Buenos Aires: Ediciones de la Flor, 1999. Neuauflage: Cáceres: Liliputienses, 2016 (Los cuadernos de Mildendo)
- Bárbara dice. Córdoba: Alción, 2004
- Aves de paso. Buenos Aires: Ed. Cilc, 2009 (Colección Gama)
- El ojo de Celan. Córdoba: Alción, 2014. Neuauflage: Madrid: Polibea, 2019
- Una piedra en el aire. Cáceres: Ediciones Liliputienses, 2019

### Theater
- Paisaje después de los trenes, Uraufführung Teatro Olimpia de Buenos Aires en 1985, Regie Guillermo Asencio
- Trenzas, el secreto robado, Uraufführung 1994, Teatro de Liberarte, Regie Irma Paso
- Justo en lo perdido, Uraufführung 2003, El camarín de las Musas und Centro Cultural de la Cooperación, Regie Irene Rotemberg

### Kinder- und Jugendliteratur
- Había una vez una gota. Ilustraciones de Elena Hadida. Buenos Aires: Editorial El Quirquincho, 1996
- Había una vez un circo. Ilustraciones de Viviana Garofoli. Buenos Aires: Editorial El Quirquincho, 1996
- Salirse del camino y otros cuentos. Ilustraciones Laura Cantón. Buenos Aires: Editorial El Quirquincho, 1997
- Tres gatos locos. Ilustraciones: Eugenio Led. Resistencia: Instituto de Cultura de la Provincia del Chaco, 2010 (Colección Apto para todo público)
- En un lugar de la mancha. Ilustrado por Tania Ávila Villalba. Alcorcón (Madrid): Lastura, 2018

### Herausgegebene Werke
- Los hombres y el río (zus. mit Adolfo Colombres), Buenos Aires: Instituto Movilizador de Fondos Cooperativos, 1992 (Desde la Gente)
- Cuentos verdes. El hombre y la naturaleza. Buenos Aires: Instituto Movilizador de Fondos Cooperativos, 1993 (Desde la Gente)
- Cuentos de los llanos. Selección y prólogo de Susana Szwarc. Buenos Aires: Instituto Movilizador de Fondos Cooperativos, 1995 (Desde la Gente)
- Cuentos ecológicos. Hilos secretos de la naturaleza (zus. mit Adolfo Colombres), Buenos Aires: Instituto Movilizador de Fondos Cooperativos, 1996 (Ediciones Unesco/Desde la Gente)
- Mujeres 3, Visiones en el siglo. Buenos Aires: Instituto Movilizador de Fondos Cooperativos, 1998 (Desde la Gente)
- ¿Sombras nada más? Historias y relatos de celos. Selección y prólogo de Susana Szwarc. Buenos Aires: Instituto Movilizador de Fondos Cooperativos, 2000 (Desde la Gente)
- Puentes poéticos. Escritoras jóvenes de Argentina y España. Selección y prólogo: Susana Szwarc. Buenos Aires: Instituto Movilizador de Fondos Cooperativos, 2018 (Desde la Gente)

### Werk in Übersetzung

#### Deutsch
- "Appellation", aus dem argentinischen Spanisch übersetzt von Erna Pfeiffer, in: Lateinamerikanisches Kulturmagazin Xicóatl (Ziehender Stern), 3. Jahr, Nr. 15, Sept./Okt. 1994, S. 12–14. [="Apelación"]
- "Stunden". Übertragen von Rike Bolte. In: Driesch. Zeitschrift für Literatur und Kultur (Nummer 10: "Heimat", Juni 2012), S. 56–57. [="Horas"]
- "Gepäckstücke". Aus dem Spanischen von Rike Bolte. In: Driesch. Zeitschrift für Literatur und Kultur (Nummer 12: "Erosion", Dezember 2012), S. 67. [="Equipajes", aus En lo separado]
- "Wie?". Aus dem Spanischen von Rike Bolte. In: Driesch. Zeitschrift für Literatur und Kultur (Nummer 12: "Erosion", Dezember 2012), S. 68. [="¿Cómo?", aus En lo separado]
- "Umsonst". Aus dem Spanischen von Rike Bolte. In: Driesch. Zeitschrift für Literatur und Kultur (Nummer 12: "Erosion", Dezember 2012), 69. [="Vano", aus En lo separado]
- "K". Aus dem Spanischen von Rike Bolte. In: Driesch. Zeitschrift für Literatur und Kultur (Nummer 12: "Erosion", Dezember 2012), S. 70. [="K", aus En lo separado]
- "Gerade so viel Luft". In: Mit den Augen in der Hand. Argentinische Jüdinnen und Juden erzählen. Herausgegeben und übersetzt von Erna Pfeiffer. Wien: Mandelbaum Verlag, 2014, S. 148–152 [= "El aire justo"]
- "Gibt es denn eine Sprache des Feindes? Susana Szwarc im Gespräch". In: "Sie haben unser Gedächtnis nicht auslöschen können". Jüdisch-argentinische Autorinnen und Autoren im Gespräch. Herausgegeben und übersetzt von Erna Pfeiffer. Wien: Löcker Verlag, 2016 (edition pen, Bd. 39), S. 329–346.
- Zöpfe – Das geraubte Geheimnis. Roman. Aus dem argentinischen Spanisch von Erna Pfeiffer. Wien: Löcker Verlag, 2019 (edition pen). ISBN 978-3-85409-956-7
- "Brandwunde", "Materielles Gedächtnis'" und "Der Mund redet wahr", übersetzt von Nora Zapf, in Signaturen. Forum für autonome Poesie, 2. März 2020 [= "Quemadura", "Memoria material" und "Dice verdad la boca"] https://signaturen-magazin.de/susana-szwarc--das-auge-celans.html

#### Französisch
- Bárbara dice / Barbara dit. [traduit de l'espagnol (Argentine) par Cristina Madero & Pablo Urquiza]. Éditions bilingue espagnol, français. Paris: Abra Pampa Éditions, 2013 (Collection Poètes)

#### Italienisch
- L'occhio di Celan. A cura di Alessio Brandolini. Roma: Edizioni Fili d'Aquilone, 2016.

#### Englisch
- "The Subway", "Comfort", "Tempo", "Caught", translated from the Spanish by Steven J. Stewart, in: Hanging Loose No. 110, Brooklyn, New York, 2018, S. 88–90. [= "El metro", "Consuelo", "Tempo", "Niños envueltos", aus dem Band Distancia cero]

Außerdem wurden Werke von Susana Szwarc ins Polnische, Katalanische, Rumänische und Mandarin-Chinesische übersetzt.